# Crazy Legs
 (août 2023).
Si vous disposez d'ouvrages ou d'articles de référence ou si vous connaissez des sites web de qualité traitant du thème abordé ici, merci de compléter l'article en donnant les références utiles à sa vérifiabilité et en les liant à la section « Notes et références ».
Crazy Legs, né le 11 janvier 1966, est un danseur de Breaking new-yorkais membre du groupe Rock Steady Crew. Il apparaît, au sein du groupe fictif B-boy, dans le jeu vidéo B-Boy.
Il intervient également dans le film Flashdance pour une scène de break dance. Il apparait également dans le jeu vidéo Def Jam: Fight For NY.